# 蔓氏石韦
蔓氏石韦（学名：Pyrrosia mannii）为水龙骨科石韦属下的一个种。

## 扩展阅读
- 維基物種上的相關：蔓氏石韦